# قائمة رؤساء إسرائيل
يُنتخب الرئيس الإسرائيلي من قبل الكنيست لمدة سبع سنوات وصلاحيات قليلة.

## الرئيس (1948-1949)
تم الإعلان عن إعلان قيام دولة إسرائيل في 14 مايو 1948 من قبل ديفيد بن غوريون ، الرئيس التنفيذي للمنظمة الصهيونية العالمية ورئيس الوكالة اليهودية لفلسطين. وكرئيس لمجلس الدولة المؤقت ، خدم حاييم فايتسمان كرئيس فعلي للدولة حتى انتخابه رئيسًا.
| الرئيس | الرئيس | الرئيس                                                                 | الرئيس                           | الرئيس              | الرئيس                        |
| #      | الصورة | الاسم والمدة                                                           | مدة العمل في المنصب              | مدة العمل في المنصب | الحزب (في ذلك الوقت)          |
| ------ | ------ | ---------------------------------------------------------------------- | -------------------------------- | ------------------- | ----------------------------- |
| 1      |        | دافيد بن غوريون (16 أكتوبر 1890–1 ديسمبر 1973) (العمر: 83 سنة) يومان   | 14 مايو 1948 (قيام دولة إسرائيل) | 16 مايو 1948        | ماباي                         |
| 2      |        | حاييم وايزمان (27 نوفمبر 1880–8 نوفمبر 1952) (العمر: 72 سنة) سنة واحدة | 16 مايو 1948                     | 16 فبراير 1949      | الصهيونية العامة [الإنجليزية] |

## رئيس إسرائيل (1949- إلى الآن)
| ت  | صورة | اسم الـرئـيـس والمدة             | بداية الحكم    | نهاية الحكم   |
| -- | ---- | -------------------------------- | -------------- | ------------- |
| 1  |      | حاييم وايزمان 3 سنوات و266 أيام  | 16 فبراير 1949 | 8 نوفمبر 1952 |
| 2  |      | إسحاق بن تسفي 10 سنوات و166 أيام | 8 نوفمبر 1952  | 23 أبريل 1963 |
| 3  |      | زلمان شازار 10 سنوات و30 أيام    | 23 أبريل 1963  | 23 مايو 1973  |
| 4  |      | إفرايم كاتسير 4 سنوات و330 أيام  | 23 مايو 1973   | 18 أبريل 1978 |
| 5  |      | إسحاق نافون 5 سنوات و17 أيام     | 18 أبريل 1978  | 5 مايو 1983   |
| 6  |      | حاييم هيرتزوج 10 سنوات و8 أيام   | 5 مايو 1983    | 13 مايو 1993  |
| 7  |      | عيزر فايتسمان 7 سنوات و79 أيام   | 13 مايو 1993   | 31 يوليو 2000 |
| 8  |      | موشيه كتساف 6 سنوات و348 أيام    | 31 يوليو 2000  | 14 يوليو 2007 |
| 9  |      | شمعون بيريز 7 سنوات و9 أيام      | 14 يوليو 2007  | 23 يوليو 2014 |
| 10 |      | رؤوفين ريفلين 6 سنوات و325 أيام  | 23 يوليو 2014  | 13 يونيو 2021 |
| 11 |      | إسحاق هرتصوغ 3 سنوات و311 أيام   | 13 يونيو 2021  | حتى الآن      |

## المعلومات البيانية للرؤساء
| No. | الاسم           | ت الميلاد      | ت الوفاة          | مكان الميلاد                                       | مكان الوفاة |
| --- | --------------- | -------------- | ----------------- | -------------------------------------------------- | ----------- |
| 1   | Chaim Weizmann  | 27 نوفمبر 1874 | 9 نوفمبر 1952     | موتال الإمبراطورية الروسية                         | رحوفوت      |
| 2   | Yitzhak Ben-Zvi | 24 نوفمبر 1884 | 23 أبريل 1963     | بولتافا, الإمبراطورية الروسية                      | القدس       |
| 3   | زلمان شازار     | 24 نوفمبر 1889 | 5 أكتوبر 1974     | ميير, الإمبراطورية الروسية                         | القدس       |
| 4   | Ephraim Katzir  | 16 مايو 1916   | 30 مايو 2009      | كييف, الإمبراطورية الروسية                         | رحوفوت      |
| 5   | Yitzhak Navon   | 9 أبريل 1921   | 7 نوفمبر 2015     | القدس, Mandatory Palestine                         | القدس       |
| 6   | حاييم هيرتزوج   | 17 سبتمبر 1918 | 17 أبريل 1997     | بيل فاست المملكة المتحدة لبريطانيا العظمى وأيرلندا | تل أبيب     |
| 7   | Ezer Weizman    | 15 يونيو 1924  | 24 أبريل 2005     | تل أبيب, Mandatory Palestine                       | قيسارية     |
| 8   | Moshe Katsav    | 5 ديسمبر 1945  |                   | Yazd, إيران                                        |             |
| 9   | Shimon Peres    | 2 أغسطس 1923   | 28 September 2016 | فيزهينياف [الإنجليزية] الجمهورية البولندية الثانية | رمات غان    |
| 10  | Reuven Rivlin   | 9 سبتمبر 1939  | -                 | القدس, Mandatory Palestine                         | -           |
| 11  | اسحق هرتسوغ     |                |                   |                                                    |             |